# Scheloribates maoriensis
Scheloribates maoriensis är en kvalsterart som beskrevs av Hammer 1968. Scheloribates maoriensis ingår i släktet Scheloribates och familjen Scheloribatidae. Inga underarter finns listade i Catalogue of Life.